# Insanity61
Insanity61 ist eine 2004 gegründete Hardcore-Band aus Luzern, Schweiz. Bis 2021 hiess die Band Insanity.

## Geschichte
Die Ursprünge von Insanity gehen zurück auf das Jahr 2004. Als Schüler der Kantonsschule Schüpfheim fanden die ersten Mitglieder in einer Schülerband zusammen. Nach diversen Wechseln der Besetzung in der Anfangsphase folgten die ersten Auftritte mit eigenen Songs und erste regionale Bekanntheit durch die Teilnahme am Final des Bandnachwuchswettbewerbs "Sprungfeder" 2005. Seit 2009 ist das Line-up der Band unverändert.
Insanity haben seit 2012 einen Aufstieg zu einer international bekannten Hardcore-Band geschafft, welche mehrere Studio-Alben, Musikvideos und europaweit Konzerte mit Hatebreed, Madball, Agnostic Front, Sick of It All, Terror, Comeback Kid, Born From Pain, sowie einige Headliner-Tourneen aufweisen kann. 2012 spielte die fünfköpfige Gruppe zum ersten Mal ausserhalb der Landesgrenzen, nachdem sie sich mit ihrem New York Hardcore einen Namen machen konnte.
Im Jahr 2013 erschien das erste Studio-Album No Limit sowie das gleichnamige Musikvideo. Es folgten internationale Konzerte mit namhaften Headlinern, eine 2-wöchige Kuba-Tournee, sowie zwei weitere Musikvideos.
Insanity veröffentlichten 2014 das nächste Album Ready To Row. Es folgten mehrere Tourneen in Europa, inklusive einer Balkantour, weitere Musikvideos, sowie eine größere Anzahl Konzerte.
Nach mehreren kurzen Touren in der Schweiz und im Ausland folgte in den Jahren 2015, 2016 und 2017 Touren in Tschechien, Südkorea, Japan und ganz Europa.
Im Mai 2017 veröffentlichten Insanity die LP Toss a Coin zusammen mit mehreren Musikvideos. Im selben Jahr tourte die Band in Japan und Südkorea und absolvierte eine längere Tour in Europa und weitere Festival-Shows und Club-Gigs in Europa.
Nach einer Tour in Südostasien im Jahr 2018 befasste sich Insanity mit dem Schreiben einer neuen LP. Am 13. Dezember 2019 erschien schlussendlich das Album Moneyfest als Digipack und Vinyl über Bastardized Recordings. Moneyfest hebt sich leicht von seinen Vorgängern ab. Das Album enthält Kapitalismus- und Gesellschaftskritik mit Witz, Ironie, und reichlich Wut, verpackt in einer Mischung aus harten Metal Riffs, aggressivem Hardcore und mitreissenden Punkmelodien. Die Show zum Release des Albums fand im ausverkauften Konzerthaus Schüür in Luzern, Schweiz, statt. Zu den drei Singleauskopplungen Moneyfest, You Will Die First und Food Comes First veröffentlichten Insanity jeweils ein Musikvideo über Spaceuntravel. Zudem wurde im Januar 2020 ein Live-Video der Release-Show veröffentlicht.
Im November 2021 gab die Band ihren Namenswechsel zu Insanity61 bekannt. Zu diesem Zeitpunkt trennte sich Insanity61 zudem von ihrem Label Bastardized Recordings und der Bookingagentur The Best of Underground und sind seither voll und ganz eigenständig.
Seit ihrem Namenswechsel haben Insanity61 neben einer Tour in Mexiko 2022 und den Philippinen 2024 mehrere Singles und Videos veröffentlicht.

## Diskografie

### Alben
- 2007: Fight Back (Demotape)[37]
- 2009: Psychohome (Demotape)[38]
- 2013: No Limit
- 2014: Ready to Row
- 2017: Toss a Coin (Bastardized Recordings)[39]
- 2019: Moneyfest (Bastardized Recordings)[40]

### Singles
- 2021: Beyond our Fence
- 2022: Fools’ Talk
- 2022: Nest of Rats
- 2022: Still Alive
- 2023: Kick The Bucket
- 2024: Step Back
- 2024: Headed for the Wall
- 2024: Till We Collapse
- 2024: Rollin' on[41]

### Musikvideos
- No Limit
- Time for Change
- Part of Us
- Ready to Row
- Never Gonna Quit
- With My Friends
- Down
- All I Need
- One Day
- Moneyfest
- You Will Die First
- Food Comes First
- Save Me
- Beyond our Fence
- Nest of Rats
- Still Alive
- Kick The Bucket
- Till We Collapse